# Birinci Şıxlı
Birinci Şıxlı è un comune dell'Azerbaigian situato nel distretto di Qazax.